# Списък на кварталите в Сан Франциско, Калифорния
Това е списък на квартали в град Сан Франциско, щата Калифорния, САЩ.
| - Анза Виста - Балбоа Парк - Бейвю - Бърнал Хайтс - Глен Парк - Даймънд Хайтс - Даунтаун - Дюбойс Трайангъл - Ембаркадеро - Кастро - Катидръл Хил - Китайски квартал - Кол Вали - Марина - Мишън - Мишън Бей - Ноб Хил - Нои Вали - Норт Бийч - Остров Йерба Буена - Оушън Бийч - Парксайд - Пасифик Хайтс - Потреро Хил - Президио - Потреро Хил - Ричмънд | - Руски хълм - Саут Бийч - Саут ъф Маркет - Сивик сентър - Сънисайд - Сънсет - Телеграф Хил - Тендерлойн - Трежър Айлънд - Туийн Пийкс - Уест Портал - Уестерн Адишън - Уестуд Парк - Финансов район - Филмор - Форест Хил - Хейс Вали - Хейт-Ашбъри - Хейт-Филмор - Хънтърс Пойнт - Чайна Бейсин - Юниън Скуеър - Юрика Вали - Японски квартал |